# ルイ・ド・ヴィルモラン

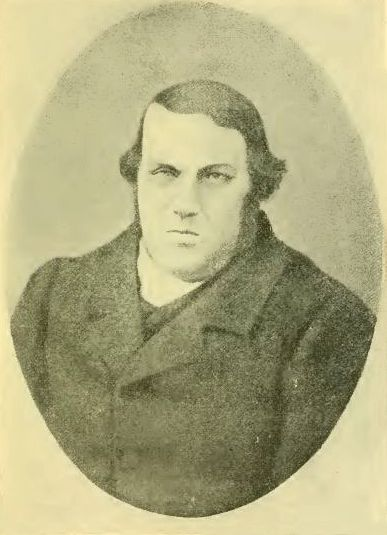
Louis de Vilmorin

ルイ・ド・ヴィルモラン（Pierre Louis François Lévêque de Vilmorin、1816年4月16日 - 1860年3月22日）はフランスの園芸家、植物学者である。園芸植物の品種改良に取り組み、メンデル以前に遺伝学の「優性の法則」「分離の法則」を示唆する研究を行った人物の一人とされる。

## 略歴
パリで生まれた。祖父はフィリップ・アンドレ・ド・ヴィルモランで、フランスの園芸商、「ヴィルモラン商会」（Vilmorin-Andrieux et Cie)の一族である。1843年からヴィルモラン商会の経営を引き継いだ。大規模な交配実験を行い、選択・育種を行い、野菜のテーブルビートの改良においては、糖度を向上させた。1856年に『テーブルビート（ルートビート）の新種作成の記録と植物の遺伝の考察』（"Note sur la création d'une nouvelle race de betterave et considération sur l'hérédité des plantes", Paris, 1856."）を出版し、この著作は近代的な種苗産業の理論的な基礎となった。
ナナカマド属の植物Sorbus vilmorinii C.K.Schneid.などに献名されている。

## 著作
- Note sur la création d'une nouvelle race de betterave et considération sur l'hérédité chez les plantes, Compte Rendu Acad. Sci. Paris 1856, 871